# Morte e funeral de Kim Jong-il
A morte de Kim Jong-il foi noticiada pelo noticiário estatal de TV da Coreia do Norte em 19 de dezembro de 2011. O apresentador Ri Chun-hee anunciou a morte em 17 de dezembro às 08:32 da manhã após um ataque cardíaco enquanto viajava de trem em uma viagem fora de Pyongyang. Segundo informações, ele havia recebido atendimento médico para doenças cardíacas e vascular cerebral. No entanto, durante a viagem, ele teria tido um Infarto agudo do miocárdico, complicado com um sério choque cardíaco.
Seu filho Kim Jong-un foi anunciado como o próximo líder da Coreia do Norte com o título de "O Grande Sucessor" durante o mesmo noticiário. O funeral de Jong-il foi realizado em 28 de dezembro em Pyongyang, com luto oficial até o dia seguinte.

## Anúncio
A mídia estatal norte-coreana não noticiou a morte de Jong-il até 51 horas após a ocorrência, aparentemente devido a conflitos políticos e discussões que cercavam a versão oficial do legado de Jong-il, bem como a participação no comitê funeral de Kim Jong-il. Na manhã de 19 de dezembro, todas as unidades de trabalho, escolas, agências governamentais e militares foram informadas de um grande anúncio ao meio dia. Neste horário, Ri Chun-hee, âncora da televisão estatal coreana, com uma roupa tradicional preta, anunciou a morte de Kim Jong-il. Durante o anúncio, foi divulgado um retrato de uma imagem sorridente de Kim Jong-il, tradição em anúncios de homenagem aos líderes da Coreia do Norte após sua morte.
Após o anúncio oficial, um apresentador de notícias, vestindo terno e gravata preta, começou a anunciar toda a comissão funerária de Kim Jong-il na ordem dos rankings estabelecidos pelas autoridades. O comitê tinha 233 nomes; Kim Jong-un ficou em primeiro lugar.
No entanto, foi relatado em dezembro de 2012 pela mídia sul-coreana que ele havia morrido de raiva por falhas de construção em um projeto crucial de usina em Huichon, na província de Jagang.

### Especulação da Coreia do Sul
O chefe do Serviço Nacional de Inteligência da Coreia do Sul disse que imagens de vigilância revelaram que o trem pessoal de Kim, do qual ele teria morrido, não se moveu no fim de semana. Isso implicava que o trem estava parado quando as autoridades norte-coreanas alegaram que ele havia morrido. Segundo os editores do jornal The Chosun Ilbo, foi relatado que as circunstâncias em torno da morte de Kim eram inconsistentes com o que seria geralmente esperado durante as viagens oficiais de negócios: condições climáticas especialmente adversas estavam presentes e a hora do dia em que Kim supostamente viajava em conflito com seu habitual ritmo circadiano. Além disso, um baixo número de testemunhas observou os eventos.

## Reações

### Península Coreana

#### Coreia do Norte
A Agência Central de Notícias da Coreia anunciou a notícia em 19 de dezembro:
O corpo do presidente da comissão de defesa nacional, Kim, ficará no palácio do sol de Kumsusan durante o período de luto, entre os dias 17 e 29. Os visitantes serão recebidos entre os dias 20 e 27. A cerimônia de despedida será realizada no dia 28 em Pyongyang. As reuniões de homenagem ao presidente Kim serão abertas no dia 29. Nessa hora, em Pyongyang e cidades de todas as províncias, haverá uma saudação de artilharia e três minutos de silêncio, e todos os veículos e embarcações oficiais tocarão suas buzinas.
Imagens mostraram que nas ruas de Pyongyang, muitas pessoas choraram pela morte de Kim. As pessoas podiam ser vistas se reunindo para prestar seus respeitos, algumas ajoelhadas, outras chorando e outras batendo no chão com os punhos.
A BBC informou que a Agência Central de Notícias da Coreia disse que as pessoas estavam agitadas com dor e desespero pela perda, mas se uniriam atrás de seu sucessor Kim Jong-un. Eles disseram que todos os membros do partido, militares e o público devem seguir fielmente a liderança do camarada Jong-un e proteger e fortalecer ainda mais a frente unificada do partido, das forças armadas e do público.
Os locais de trabalho e os escritórios do governo local organizaram reuniões para criar uma atmosfera adequada de luto. As Unidades Populares enfatizaram as Últimas Instruções de Kim Jong-il e grupos de escolas e locais de trabalho têm visitado estátuas de Kim Il-sung e outros grandes memoriais para prestar seus respeitos.

#### Coreia do Sul
Após o anúncio da morte, os militares sul-coreanos foram postos em alerta máximo. O Conselho de Segurança Nacional do Sul, temendo que o conflito político na Coreia do Norte possa desestabilizar a região, também convocou uma reunião de emergência. O presidente Lee Myung-bak cancelou o restante de sua programação de segunda-feira e, em comunicado, declarou: pelo bem do futuro da Coreia do Sul, a paz e a estabilidade na Península Coreana são mais importantes do que qualquer outra coisa. Não deve ser ameaçado pelo que aconteceu. Devemos fazer preparativos completos para manter a paz e a estabilidade e continuar trabalhando em estreita colaboração com a comunidade internacional. . . Todos os cidadãos são convidados a seguir suas vidas sem vacilar, para que a paz e a estabilidade na Península Coreana não sejam prejudicadas ". Nenhum funcionário do governo de Seul pagou condolências, de acordo com o Ministério da Unificação. Lee Hee Ho, viúva de 89 anos do ex-presidente sul-coreano Kim Dae-jung, e a presidente do Grupo Hyundai Hyun Jeong-eun lideraram um grupo privado de 18 sul-coreanos em uma visita de dois dias, onde a mídia estatal os mostrou estar recebido por Jong-un em 26 de dezembro.